# Kornblumenblau (1989)
Kornblumenblau ist ein polnischer Historienfilm aus dem Jahr 1989. Regie führte Leszek Wosiewicz, der zudem gemeinsam mit Jarosław Sander auch das Drehbuch verfasst hatte. Der Film erzählt die Geschichte eines Musikers im KZ Auschwitz. Er basierte auf einem Buch von Kazimierz Tymiński, der selbst Auschwitz überlebt hatte. Kornblumenblau wurde von Polen ins Rennen um den Oscar für den besten fremdsprachigen Film bei der Oscarverleihung 1990 geschickt, jedoch nicht für die Endauswahl berücksichtigt.

## Handlung
Im KZ Auschwitz gibt es einen Blockführer mit dem Spitznamen Kornblumenblau, der Musiker zwingt, seine Lieblingsmusik zu spielen, darunter das Lied mit dem Namen Kornblumenblau. Als Tadeusz Wyczynski als neuer Häftling im Lager eintrifft, soll er zur Zwangsarbeit eingesetzt werden. Schnell jedoch wird sein musikalisches Talent bemerkt, weshalb er in der Lagerhierarchie aufsteigt und erst als Musiker, dann als Kellner arbeitet. Die Frau des Blockführers bewahrt ihn mit ihrer Fürsprache vor dem Tod. Als die Rote Armee Auschwitz befreit, spielt er für sie das Lied Kalinka.

## Kritik
„Trotz der ernsthaften Annäherung an das Thema bleibt der Gesamteindruck zwiespältig: Ein inszeniertes Spektakel, das immer wieder in Voyeurismus abzugleiten droht, kann dem realen Grauen und Horror eines Konzentrationslagers nicht gerecht werden.“

## Hintergrund
Die Produktionsgesellschaft von Kornblumenblau war Studio Filmowe im. Karola Irzykowskiego. Der Film hatte am 9. Oktober 1989 seine Premiere in Polen. Im November 1990 lief er im Rahmen einer Polnischen Filmwoche in Dänemark. In Polen wurde der Film als Parabel auf die Situation von Künstlern unter den Bedingungen eines totalitären Staates gedeutet.
Beim Polnischen Filmpreis 1990 konnte Kornblumenblau zwei Preise gewinnen: Zum einen wurde Leszek Wosiewicz für die Regie, zum anderen Wanda Zeman und Jarosław Wołejko für den Schnitt ausgezeichnet. 1989 lief der Film im Wettbewerb des Internationalen Filmfestivals von Locarno. Adam Kamień wurde dort mit dem bronzenen Leoparden für seine schauspielerische Leistung ausgezeichnet.